# Tsietsi Mashinini
Teboho Macdonald „Tsietsi“ Mashinini (* 27. Januar 1957 in Central Western Jabavu, Südafrika; † Sommer 1990 in Conakry, Guinea) war das Idol und geistiger Vorkämpfer der Schüler beim Aufstand in Soweto gegen die Einführung von Afrikaans als allgemeine Unterrichtssprache am 16. Juni 1976 in Südafrika. Vor dem Aufstand war er bereits als guter Debattenredner aufgefallen.

## Leben
Mashinini besuchte die Morris Isaacson High School in Soweto. Zu seinen Lehrern gehörte Abram Onkgopotse Tiro, ein Anhänger des Black Consciousness Movement, der ihn maßgeblich beeinflusste. Mashinini wurde Präsident des Soweto Schools’ Representative Council, das am 13. Juni 1976 die Durchführung eines Protestmarsches in Orlando (Soweto) beschloss. Rund 20.000 Schüler nahmen daran teil. Die Polizei erschoss zahlreiche Schüler.
Nach dem Aufstand floh Mashinini ins Exil. Er lebte zunächst in London, später in mehreren afrikanischen Staaten. In Liberia heiratete er Welma Campbell, die Miss Liberia des Jahres 1977, von der er nach drei Jahren geschieden wurde. Schließlich zog er nach Guinea, wo er bei Sonny Pillay lebte, dem ehemaligen Ehemann der südafrikanischen Sängerin Miriam Makeba. 
Im Sommer 1990 kam er wegen mehreren Verletzungen in ein Krankenhaus. Als Ursache wurden gewaltsame Umstände vermutet. Einige Tage später erlag er diesen Verletzungen.
Mashininis Leichnam wurde am 4. August 1990 nach Südafrika überführt und auf dem Avalon Cemetery in Soweto bestattet. Im Jahr 2011 verlieh ihm der Präsident Südafrikas posthum den Order of Luthuli in Bronze.

## Sonstiges
Bekannter als Mashinini im Zusammenhang mit dem Aufstand in Soweto wurde Hector Pieterson, der damals von Polizisten erschossen wurde.

## Filme über Mashinini
- Tsietsi – Mein Held, Dokumentarfilm, Südafrika 2006[2]